# ブレイクス・ロッタバーガー

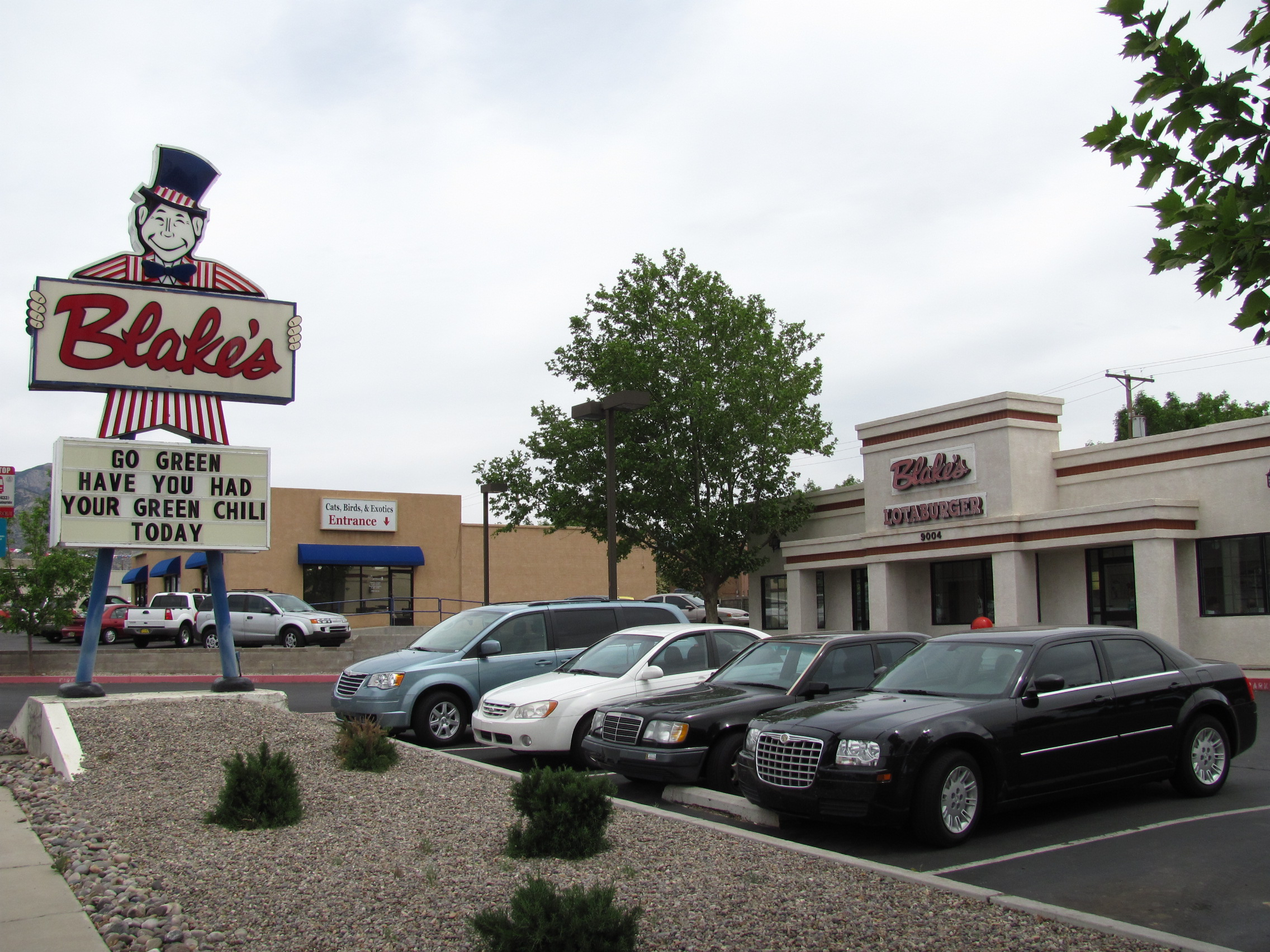
店舗（アルバカーキ）

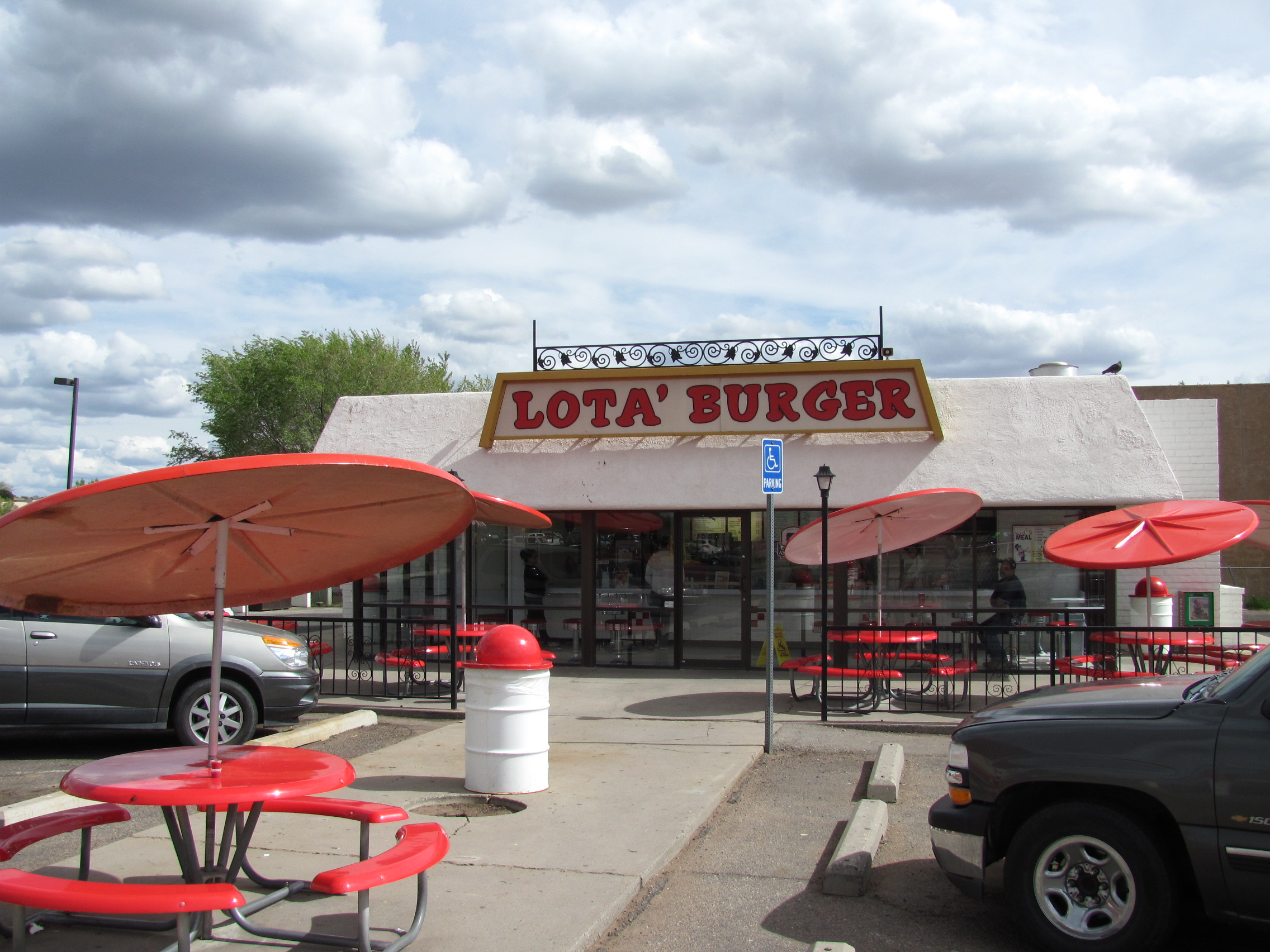
店舗（サンタフェ）

ブレイクス・ロッタバーガー（Blake's Lotaburger） は、ニューメキシコ州アメリカ合衆国の南西部で展開しているファストフードのチェーンストアである。略称はブレイクス（Blake's）やロッタバーガー（Lotaburger）。ニューメキシコ州、アリゾナ州、テキサス州に76店舗ほどを展開している。

## メニュー
サンドイッチは、ハンバーガー、チーズバーガー、"Lotaburger"、"Itsaburger"、そしてハッチ（ニューメキシコチリ）。それ以外は、フライドポテト、ブリート、と各種ドリンクだけという非常にシンプルなメニュー構成となっている。